# 佩龙维尔
佩龙维尔（法語：Péronville，法語發音：[peʁɔ̃vil]）是法国厄尔-卢瓦省的一个市镇，位于该省南部偏东，属于沙托丹区。

## 地理
佩龙维尔（48°3'46"N, 1°35'1"E）面积24.9 平方千米，位于法国中央-卢瓦尔河谷大区厄尔-卢瓦省，该省份为法国北部内陆省份，北起顺时针与厄尔省、伊夫林省、埃松省、卢瓦雷省、卢瓦-谢尔省、萨尔特省和奧恩省接壤。
与佩龙维尔接壤的市镇（或旧市镇、城区）包括：瓦里兹、维朗皮、拉沙佩勒翁兹兰、维朗布兰、科尼河畔新城、吉永维尔、迪努瓦地区巴佐什。

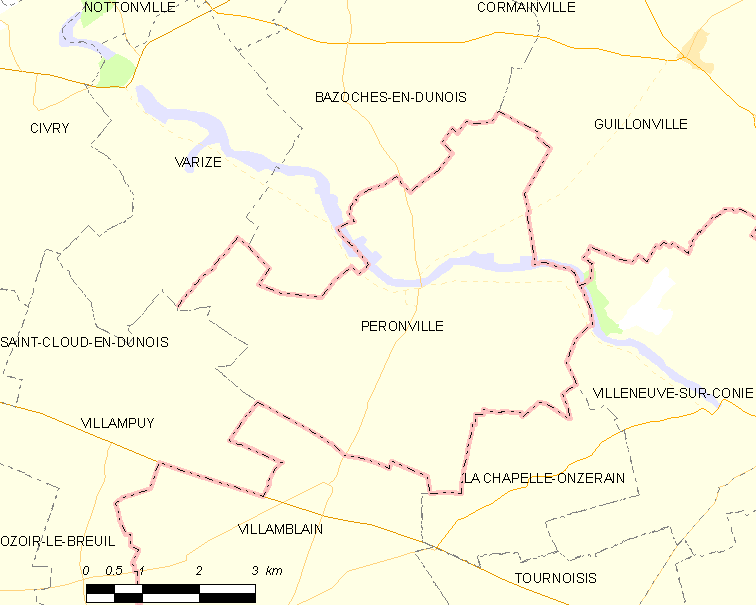
佩龙维尔的OSM定位图

佩龙维尔的时区为UTC+01:00、UTC+02:00（夏令时）。

## 行政
佩龙维尔的邮政编码为28140，INSEE市镇编码为28296。

## 政治
佩龙维尔所属的省级选区为莱维拉日沃韦安县。

## 人口

1962-2008年间佩龙维尔人口变化图示

佩龙维尔于2022年1月1日时的人口数量为260人。